# Blankskinn
Blankskinn (Athelopsis glaucina) är en svampart som först beskrevs av Bourdot & Galzin, och fick sitt nu gällande namn av Oberw. ex Parmasto 1968. Blankskinn ingår i släktet Athelopsis och familjen Atheliaceae.  Arten är reproducerande i Sverige. Inga underarter finns listade i Catalogue of Life.